# Vach
Vach (IAST: Vāc, devanāgarī : वाच्) est un terme sanskrit qui signifie « parole, verbe ». C'est une divinité védique qui représente la « vibration éternelle », associée à Prajapati dans la création. Dans les Brahmana, Vâch est identifiée à Sarasvatî.
Dans la philosophie du Sāṃkhya, vāc est l'organe d'action de la parole et fait partie des cinq karmendriya.

## Dans la culture
- Vach fait partie des nombreux dieux cités dans la série de bande dessinée Astérix.